# Ket (typ ożaglowania)

Schemat ożaglowania keta bermudzkiego.

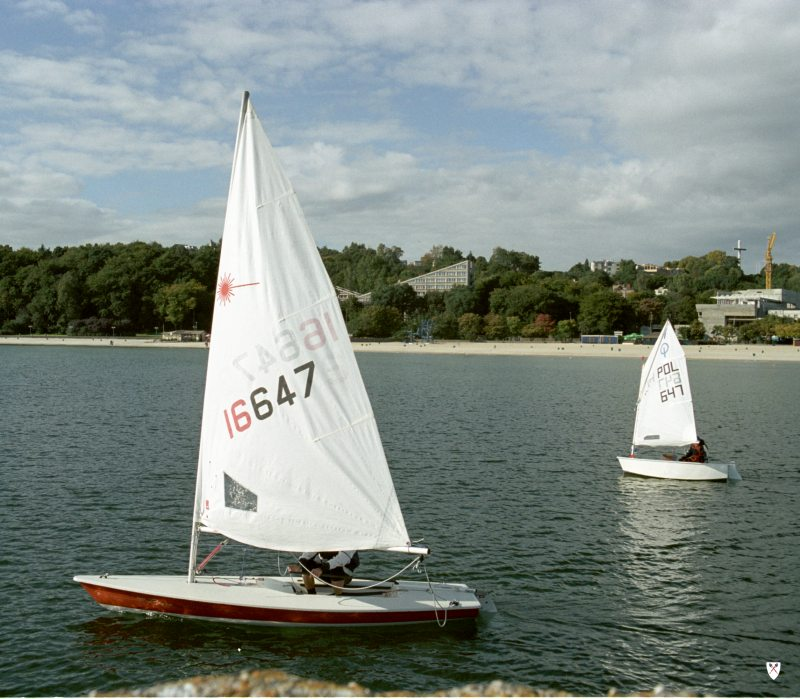
Ket bermudzki olimpijskiej klasy Laser(po lewej) oraz ket rozprzowy klasy Optimist(po prawej).

Ket (ang. Cat Boat) – typ ożaglowania, a także jednostka pływająca posiadająca ten typ ożaglowania, czyli wyposażona tylko w jeden maszt (grotmaszt), oraz tylko jeden żagiel (grot) w postaci dowolnego rodzaju żagla skośnego. Ket nie posiada foka, czym różni się od slupa. Ze względu na brak żagla przedniego maszt na kecie przesunięty jest w kierunku dziobu, aby uzyskać zrównoważenie żaglowe.
Dziś jest już rzadko stosowany w celach rekreacyjnych. Używany główne w celach szkoleniowych i sportowych – w jednoosobowych klasach regatowych (np. Finn), oraz w klasach przygotowawczych (np. OK Dinghy, Optimist).
Końcówkę, lub przedrostek ket dodaje się także do nazwy jednostek dwumasztowych nie noszących przednich sztaksli. Przykładowo, szkuner-ket lub ket-kecz wygląda tak, jak dwa kety na jednym kadłubie. Pierwszy maszt jest wtedy umieszczony blisko dziobu.